# Championnat d'Irlande de football 1996-1997
Navigation
Édition précédente Édition suivante
Le Championnat d'Irlande de football en 1996-1997. Derry City FC gagne le championnat pour la deuxième fois.
À la fin de la saison descendent en First Division Bray Wanderers et Home Farm Everton et montent en Premier Division Kilkenny City et Drogheda.
Dans le match de promotion/relégation Dundalk FC a battu Waterford United 3-1 après les matchs aller-retour (3-0 puis 0-1) et gagné ainsi le droit de rester en Premier Division. 
En First Division, le club historique de Saint James's Gate FC se retire de la compétition. Il est remplacé par un autre club dublinois, St. Francis.

## Les 22 clubs participants
| Premier Division - Bohemians FC - Bray Wanderers - Cork City FC - Derry City FC - UC Dublin - Dundalk FC - Finn Harps - Home Farm Everton - St. Patrick's Athletic FC - Shamrock Rovers - Shelbourne FC - Sligo Rovers | First Division - Athlone Town - Cobh Ramblers FC - Drogheda United - Galway United - Kilkenny City AFC - Limerick FC - Longford Town - Monaghan United - St. Francis Football Club - Waterford United |

## Classement

### Premier Division
| Place | Club                      | Points | Victoires | Nuls | Défaites | Buts pour | Buts contre | Différence |
| ----- | ------------------------- | ------ | --------- | ---- | -------- | --------- | ----------- | ---------- |
| 1er   | Derry City FC             | 67     | 19        | 10   | 4        | 58        | 27          | +31        |
| 2e    | Bohemians FC              | 57     | 16        | 9    | 8        | 43        | 32          | +11        |
| 3e    | Shelbourne FC             | 54     | 15        | 9    | 9        | 52        | 36          | +16        |
| 4e    | Cork City FC              | 54     | 15        | 9    | 9        | 38        | 24          | +14        |
| 5e    | St. Patrick's Athletic FC | 53     | 13        | 14   | 6        | 45        | 33          | +12        |
| 6e    | Sligo Rovers              | 47     | 12        | 11   | 10       | 43        | 43          | 0          |
| 7e    | Shamrock Rovers           | 43     | 10        | 13   | 10       | 43        | 46          | -3         |
| 8e    | UC Dublin                 | 43     | 12        | 7    | 14       | 34        | 439         | -5         |
| 9e    | Finn Harps                | 39     | 10        | 9    | 14       | 41        | 43          | -2         |
| 10e   | Dundalk FC                | 36     | 9         | 9    | 15       | 32        | 50          | -18        |
| 11e   | Bray Wanderers            | 23     | 5         | 8    | 20       | 30        | 59          | -29        |
| 12e   | Home Farm Everton         | 19     | 3         | 10   | 20       | 26        | 53          | -27        |

### First Division
| Place | Club              | Points | Victoires | Nuls | Défaites | Buts pour | Buts contre | Différence |
| ----- | ----------------- | ------ | --------- | ---- | -------- | --------- | ----------- | ---------- |
| 1er   | Kilkenny City AFC | 55     | 15        | 10   | 2        | 47        | 20          | +27        |
| 2e    | Drogheda United   | 44     | 12        | 8    | 7        | 44        | 27          | +17        |
| 3e    | Waterford United  | 44     | 12        | 8    | 7        | 41        | 28          | +13        |
| 4e    | Athlone Town      | 37     | 10        | 7    | 10       | 40        | 39          | +1         |
| 5e    | Cobh Ramblers FC  | 35     | 9         | 8    | 10       | 34        | 28          | +6         |
| 6e    | Galway United     | 35     | 9         | 8    | 10       | 33        | 38          | -5         |
| 7e    | Longford Town     | 34     | 7         | 13   | 7        | 31        | 38          | -7         |
| 8e    | Monaghan United   | 30     | 7         | 9    | 11       | 30        | 46          | -16        |
| 9e    | St. Francis       | 28     | 7         | 7    | 13       | 29        | 33          | -4         |
| 10e   | Limerick FC       | 20     | 4         | 8    | 15       | 23        | 55          | -32        |

## Source
- (en) Alex Graham, Football in the Republic of Ireland : a Statistical Record 1921–2005, Soccer Books Ltd, novembre 2005, 142 p. (ISBN 978-1862231351).